# Marco Toppmöller
Marco Toppmöller (* 16. Januar 1978 in Trier) ist ein ehemaliger deutscher Fußballspieler und heutiger Trainer.

## Als Spieler
Der 1,90 m große Stürmer absolvierte in der Saison 2000/01 zwei Spiele für den 1. FC Kaiserslautern in der Fußball-Bundesliga.
Der Sohn von Heinz Toppmöller und Neffe von Klaus Toppmöller spielte in seiner Jugend für den SV Hetzerath. Er wechselte 1995 zum FSV Salmrohr, dann zu Eintracht Trier und ein Jahr später zu Alemannia Aachen. Toppmöller spielte sodann für den VfL Osnabrück und Borussia Neunkirchen, bevor er zu den „Roten Teufeln“ wechselte. 2004 schloss er sich dem luxemburgischen Erstligisten CS Grevenmacher an und spielte anschließend für den Rheinlandligisten SV Leiwen-Köwerich und Borussia Neunkirchen. Im Januar 2007 wechselte er in die Verbandsliga Saar zum SC Halberg Brebach und schloss sich anschließend zur Saison 2007/08 dem rheinland-pfälzischen Verbandsligisten SG Laufeld/Wallscheid/Niederöffingen an. Ein Jahr wurde er vom Luxemburger Zweitligisten Victoria Rosport verpflichtet. Zur Saison 2009/10 kehrte er wieder nach Deutschland zurück und spielte für den bayerischen Verein SC Fürstenfeldbruck in der Staffel Süd der Landesliga. In der Saison 2010/11 spielte er noch gelegentlich in der Bezirksliga für den SV Leiwen-Köwerich und beendete nach der Spielzeit seine aktive Karriere.

## Als Trainer
Von Oktober 2010 bis Juni 2015 arbeitete Toppmöller als Nachwuchstrainer für den FC Bayern München und von November 2015 bis Juni 2017 trainierte er die B-Jugend von Eintracht Trier. Anschließend war er sechs Monate lang Trainer der 2. Mannschaft des SV Morlautern. Seitdem ist er ohne neuen Verein.